# Druga liga Republike Srpske
La Druga liga Republike Srpske insieme alla Druga Liga Federacije Bosne i Hercegovine forma il terzo livello del campionato bosniaco di calcio.

## Squadre partecipanti
Stagione 2024-2025.

### Istok (Est)
| Squadra                  | Piazz. 23-24 |
| ------------------------ | ------------ |
| Proleter Dvorovi         | 2°           |
| Zadrugar Donje Crnjelovo | 3°           |
| Jedinstvo Roćević        | 4°           |
| Hercegovac Bileća        | 5°           |
| Stakorina                | 6°           |
| Vlasenica                | 7°           |
| Guber                    | 8°           |
| Ilićka 01                | 9°           |
| Glasinac Sokolac         | 10°          |
| Jedinstvo Brodac         | 11°          |
| Podrinje Janja           | 12°          |
| Mladost Rogatica         | 13°          |
| Budućnost Pilica         | 14°          |
| Mladost Gacko            | 15°          |
| Rudar Ugljevik           | 16°          |
| Napredak Donji Šepak     | promosso     |

### Zapad (Ovest)
| Squadra             | Piazz. 23-24 |
| ------------------- | ------------ |
| Modriča             | retrocesso   |
| Omarska             | retrocesso   |
| Sloga Trn           | 1°           |
| Crni Vrh            | 2°           |
| FSA Prijedor        | 3°           |
| Gorica Šipovo       | 4°           |
| Naprijed Banja Luka | 5°           |
| OFK Brdo            | 6°           |
| Proleter Teslić     | 7°           |
| Polet Brod          | 8°           |
| Sloga Srbac         | 9°           |
| Borac Šamac         | 10°          |
| Dubrave             | 11°          |
| Jedinstvo Žeravica  | 12°          |
| Tekstilac Derventa  | 13°          |
| Čelinac             | 14°          |
| Željezničar Doboj   | promosso     |
| Lauš Banja Luka     | promosso     |

## Albo d'oro
In grassetto le squadre promosse in Prva Liga RS.
| Stagione | Prijedor              | Banja Luka           | Bijeljina       | Srpsko Sarajevo             |
| -------- | --------------------- | -------------------- | --------------- | --------------------------- |
| 1995–96  | Omladinac Brestovčina | Krila Krajine        | Rudar Ugljevik  | Velež Nevesinje             |
| 1996–97  | Sloboda Novi Grad     | Omladinac Banja Luka | Drina Zvornik   | Željezničar Srpsko Sarajevo |
| 1997–98  | Ljubić Prnjavor       | BSK Banja Luka       | Jedinstvo Brčko | Famos Vojkovići             |

| Stagione | Centar     | Jug           | Zapad       |
| -------- | ---------- | ------------- | ----------- |
| 1998–99  | Modriča    | Mladost Gacko | Sloga Srbac |
| 1999–00  | Polet Brod | Slavija       | Lijevče     |

| Stagione | Istok            | Zapad                |
| -------- | ---------------- | -------------------- |
| 2000–01  | Jedinstvo Brčko  | Omladinac Banja Luka |
| 2001–02  | Drina Zvornik    | Rudar Prijedor       |
| 2002–03  | Ledinci Batković | Sloga Doboj          |

| Stagione | Centar           | Jug               | Zapad   |
| -------- | ---------------- | ----------------- | ------- |
| 2003–04  | Lokomotiva Brčko | Hercegovac Bileća | Laktaši |

| Stagione | Centar        | Istok           | Zapad     |
| -------- | ------------- | --------------- | --------- |
| 2004–05  | Nikos Kanbera | Famos Vojkovići | Sloga Trn |

| Stagione | Centar            | Jug              | Zapad                |
| -------- | ----------------- | ---------------- | -------------------- |
| 2005–06  | Borac Šamac       | Drina HE         | Omladinac Banja Luka |
| 2006–07  | Jedinstvo Crkvina | Sutjeska Foča    | Proleter Teslić      |
| 2007–08  | Jedinstvo Brčko   | Glasinac Sokolac | Rudar Prijedor       |

| Stagione | Istok                  | Zapad                  |
| -------- | ---------------------- | ---------------------- |
| 2008–09  | Romanija Pale          | Sloga Trn              |
| 2009–10  | Napredak Donji Šepak   | Sloboda Mrkonjić Grad  |
| 2010–11  | Rudar Ugljevik         | Crvena Zemlja          |
| 2011–12  | Mladost V.O.           | Borac Šamac            |
| 2012–13  | Napredak Donji Šepak   | Jedinstvo Žeravica     |
| 2013–14  | Vlasenica              | Tekstilac Derventa     |
| 2014–15  | Zvijezda 09            | Borac Šamac            |
| 2015–16  | Podrinje Janja         | Sloga Doboj            |
| 2016–17  | Napredak Donji Šepak   | Željezničar Banja Luka |
| 2017–18  | Sloga Gornje Crnjelovo | Modriča                |
| 2018–19  | Jedinstvo Brčko        | Jedinstvo Žeravica     |
| 2019–20  | Leotar                 | Borac Kozarska Dubica  |
| 2020–21  | Budućnost Pilica       | Omarska                |
| 2021–22  | Sloga Gornje Crnjelovo | Laktaši                |
| 2022–23  | Romanija Pale          | Borac Kozarska Dubica  |
| 2023–24  | Drina HE               | Sloga Trn              |
| 2024-25  |                        |                        |